# Autoroute A 406
Die Autoroute A 406, auch als Contournement Sud de Mâcon bezeichnet, ist eine französische Autobahn, die als südliche Umfahrung und Anschluss an die A 6 von Mâcon dient. Sie wurde von 2007 bis 2011 gebaut und am 7. März 2011 eröffnet. Ihre Länge beträgt seitdem 9,0 km.
Seit 2017 sind weitere 4,5 km Autobahn im Bau.